# Serbskie skrzypce

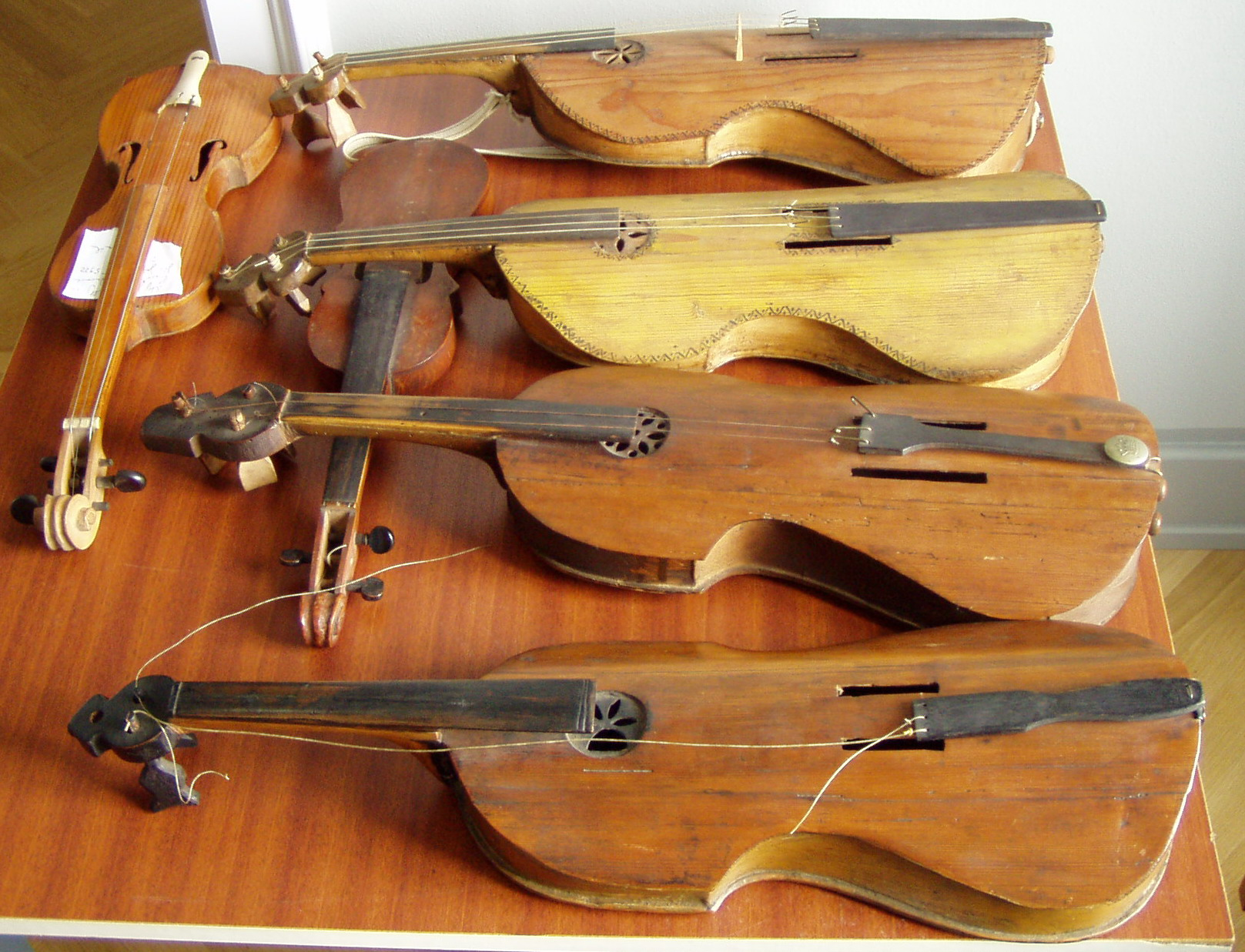
Serbskie skrzypce

Serbskie skrzypce (serbske husle) – tradycyjny serbołużycki ludowy instrument muzyczny. Istnieją wywodzące się z regionu środkowych Łużyc skrzypce wielkie oraz pochodzące z okolic Slepo skrzypce małe, zwane też slepanskimi.
Skrzypce wielkie to typ skrzypiec dyszkantowych o trzech strunach, w dźwięku przypominających altówkę. Struny napinane są za pomocą kołków umieszczonych pionowo od dołu na końcu szyjki. Instrument ma około 50 cm długości, dolna płyta rezonansowa jest płaska, górna równomiernie wypukła i wgięta u nasady. W czasie gry skrzypce trzymane są bokiem do lewej piersi, stabilność zapewnia podtrzymująca lewy łokieć taśma. 
Skrzypce małe wywodzą się z instrumentu przeznaczonego pierwotnie do grania na weselach i wyglądem przypominają tradycyjne skrzypce. W XVII i XVIII wieku upowszechniły się poza Łużyce; znano je również na ziemiach polskich. Trójstrunowy instrument ma około 24 cm długości i wydaje wysokie brzmienie. Grano nam nim przy akompaniamencie małych dud zwanych měchawka.